# Jurnalul de la Păltiniș
Jurnalul de la Păltiniș, cu subtitlul Un model paideic în cultura umanistă este un jurnal filosofic al lui Gabriel Liiceanu, dedicat recluziunii montane sibiene a lui Constantin Noica.
Cartea a apărut în anul 1983 la editura Cartea Românească și a avut în epocă un răsunet deosebit, înfățișând o versiune inedită a filozofării, cu totul diferită de cea oficială de atunci. A declanșat curând un adevărat pelerinaj cultural al tinerei generații de atunci către locul în care Constantin Noica se retrăsese voluntar încă de la începutul anului 1970.  În anul 1991 a apărut ediția revizuită și adaugită (conținând pasajele cenzurate) la Editura Humanitas, iar, după ediții succesive, în anul 2013 a fost publicată „Ediția aniversară la 30 de ani“ (ilustrată).

## Rezumat
Cartea cuprinde însemnări din perioadele de timp petrecute între 1977-1981 de Gabriel Liiceanu, Andrei Pleșu, Thomas Kleininger ș.a. în „cantonament cultural“ la Păltiniș, în compania lui Constantin Noica. Discuțiile privesc proiecte culturale (ediția Platon, traduceri, cărți originale), dar și multe răspunsuri ale lui Noica la întrebările ce îi sunt puse ocazional, și care sunt consemnate pe larg. Sârguința este cuvântul de ordine, se citesc „autori, nu opere“, programul de lucru și de plimbare este strict, căci Noica își selectează  „discipolii“ după criterii ferme: cunoașterea limbii germane, a elinei și a latinei (pe lângă limbile moderne), precum și o vastă cunoaștere în domeniul filosofiei. Același Noica avea și cele „100 de cărți obligatorii“: o listă de lucrări ce constituiau baza oricărui studiu serios. Abia ajuns aici, puteai să participi la Școala de la Păltiniș.
Constantin Noica își duce la îndeplinire, cu îndrăzneală, propriul program de formare a tinerilor înzestrați ai României. După ce a cutreierat orașele mari ale țării, în căutarea celor 22 (adică unul la un milion de români), destoinici de înțelepciunea pe care e dornic să le-o transmită, a transformat Păltinișul în locul de pelerinaj al talentaților, unde aceștia se perindă cu supușenie și luare aminte și își împlinesc destinele prin aderența la culturocrația promovată de Noica. Grupul de tineri intelectuali, constituit în jurul lui Constantin Noica, s-a format după vechiul model grecesc, paideic, concept educațional în Grecia antică, ce urmărea cultivarea spiritului uman prin studiul filosofiei și științei. Acest fapt este sugerat de subtitlul cărții, „Un model paideic în cultura umanistă”. Gabriel Liiceanu, el însuși participant la această utopie ideocratică, consemnează momentele propriei transformări, dar și a altora ca el, precum și a consacrării dascălului lor, în „Jurnalul de la Păltiniș”. 
Deși vizitele sunt rare (sunt consemnate în total 13 între 1977 și 1981), ele sunt încărcate cultural și de un profund spirit filosofic. În acei ani, când la Păltiniș aveau loc sublime încleștări ale spiritului, „jos“ tectonica era modificată de greva minerilor din Valea Jiului, de mișcarea Goma și, în contrapartidă, de omologarea oficială a protocronismului. Între 1981 și 1983 (anul apariției Jurnalului) au avut loc alegerile „cu cântec“ de la Uniunea Scriitorilor, scandalurile de plagiat ce marcau acutizarea bătăliei dintre „autohtoniști“ și „sincroniști“. Răbufniri de nemulțumire aveau loc și la vârful nomenclaturii, de la „complotul generalilor“ la reacțiile unor scriitori oficiali împotriva legii spațiului locativ. Criza socială lua proporții, nivelul de trai se prăbușea, iar în această istorie tot mai umilitoare prin escaladarea triumfalismului propagandistic și inflația culturii de masă, apariția „Jurnalului de la Păltiniș” a „funcționat“ – regresiv – ca o compensație fantasmatică și ca o „evadare în sus“ și a impus în conștiința publică nu doar un personaj ieșit din comun, ci și un mit cu forță extraordinară de iradiere, transformat spontan în fenomen social. Un mit al Școlii, dar și unul al maestrului spiritual.

## Epistolar
După apariția Jurnalului, a avut loc o corespondență bogată pe marginea ei, care a fost adunată de autor în volumul intitulat Epistolar, apărut la editura Cartea Românească în anul 1987. Autorii scrisorilor sunt Constantin Noica, Gabriel Liiceanu, Andrei Pleșu, Alexandru Paleologu, Ion Ianoși, Mariana Șora, Radu Bogdan, E. M. Cioran,  Petru Creția, Thomas Kleininger, Andrei Pippidi, Ștefan Augustin Doinaș, Marin Tarangul și Sorin Vieru.
În prezentarea Epistolarului se spune: „... Cititorul are în față o carte alcătuită din scrisori. Nu e prima de acest gen din literatură și, desigur, nici ultima. Ceva o singularizează totuși: prilejul care i-a dat naștere, grăuntele în jurul căruia s-au așternut atâtea gânduri și atâtea sentimente - nu întotdeauna avuabile, însă întotdeauna salvate de frumusețea expresiei. Acest «grăunte» este o altă carte: Jurnalul de la Păltiniș. Despre el vorbesc în scrisorile lor, cu patimă și însuflețire, cu omenească încrâncenare și neomenească detașare, paisprezece intelectuali români, captivi ai uneia dintre cele mai cumplite momente ale istoriei.“
Într-o cronică radiofonică transmisă la Radio Europa liberă în anul 1987, Monica Lovinescu spune despre carte: „Ca și pentru Jurnalul de la Păltiniș, citind Epistolarul în care Gabriel Liiceanu a reunit toate scrisorile primite și trimise în urma acestei publicări, ești dominat în același timp de o rară încântare intelectuală și de o stăruitoare impresie de irealitate. Iată deci încă o dată o enclavă, parcă în afara timpului, unde se gândește, uneori pasional, alteori neevitând nedreptățile, dar se gândește mereu.“